# Sant Pere de Lavern
Sant Pere de Lavern és una església d'estil neoromànic de la Parròquia de Lavern, al terme municipal de Subirats (Alt Penedès). És una obra protegida com a bé cultural d'interès local obra de l'arquitecte Enric Sagnier.

## Descripció
És una església de planta de creu llatina d'una sola nau amb dues capelles laterials i un absis semicircular. Fa 23 metres de llarg per 9 d'ample i 22 metres al creuer. Té un ample cor i sobre aquest una rosassa de 2,30 metres que data del 1956. La coberta és de dos vessants amb teula àrab. El portal és adovellat. El campanar es troba a l'esquerra de la façana principal, té obertures per les campanes i coronament de merlets esglaonats. La rectoria, enderrocada el 1995, fou substituïda per un nou convent de monges Clarísses, avui en dia tancat. Aquesta rectoria era una edificació mig abandonada, adossada al temple i que conservava molts elements decoratius antics, tals com una torre de guaita i finestrals de pedra tallada.
A l'interior de la primera capella lateral, a l'esquerra del portal d'entrada a l'edifici, es conserva una pica baptismal de pedra calcària, romànica, la més gran de la comarca, datada al segle xi (vegeu fitxes associades) Té la vora superior externa de contorn rodó, amb triple motllura còncava i convexa i mènsules sense decorar. També conserva una inscripció exterior gairebé il·legible «Fecit gleopa» 
Cal destacar les pintures dels laterals de l'interior de l'església, es tracta de quatre grans murals, dos a cada banda, i un cinquè a l'absis, realitzats l'any 1951 per J. Busquets i F. Vidal i Gomà. Els temes representats són diversos episodis de la vida de Sant Pere i de Jesucrist, destacant el mural de l'absis, on es representa Sant Pere com a «pescador d'homes», ja que apareix en una petita embarcació de pesca llençant xarxes a la mar «pescant» persones.
A l'entrada de l'església hi havia les restes de l'antiga creu de terme, de la qual es podia observar els graons i la singular columna. Denia N. Font i Saqué, a l'antiga revista: Tradició Catalana, va escriure que la creu de terme que hi havia a l'entrada de l'església, tenia gravats quatre cercles que representaven aquest antic ball de les garlandes. Actualment aquesta creu no es troba. Tampoc el seu peu ni la columna. Comenta el mossèn de la parròquia que el varen destrossar els operaris en fer el nou camí al cementiri, a principis del 2000.

## Història
L'església és d'origen romànic, però va ser refeta totalment als anys vint del segle xx, en estil neoromànic, aprofitant en part les pedres antigues (algunes d'elles amb marques i dibuixos dels picapedrers).
Tot i que l'església actual és neoromànica, construïda entre els anys 1915 i 1916, ocupa el mateix emplaçament que l'església antiga, esmentada possiblement l'any 917, quan Ermenard i Udalard van cedir un alou als monjos de Sant Cugat, prop de l'Anoia, al riu de Bitlles, dins el terme del castell de Subirats. La primera menció segura de l'església és de l'any 1053, en el testament sacramental de Mir Lloc Sanç. També Guitard, en el seu testament, de l'any 1130, llega un morabatí a Sant Pere de Lavern per a celebrar misses. Consta també en el testament de Guillem Dalmau, l'existència d'un altar dedicat a Sant Martí dins l'església. El testament fou jurat per Berenguer i Guinabal sobre aquest altar l'any 1134. Al llarg dels segles xii i xiii la parròquia surt esmentada en diverses donacions, fins i tot els anys 1279 i 1280, l'església va contribuir a les croades amb 40 i 38 sous respectivament.
L'església antiga, la romànica, segle xii i segle xiii fou totalment destruïda, però per algunes fotografies conservades dels anys deu del segle xx, sabem que era un edifici ple d'afegits, amb un imponent campanar d'espadanya de dos pisos i dues obertures per pis que havia modificat enormement la seva primitiva estructura romànica. Tenia dues campanes molt boniques i valuoses a les que s'accedia per una escala exterior. L'entrada de l'antiga església estava precedida per un porxo. Just després de l'entrada hi havia un altar i a mà dreta l'altar major encarat a l'est. A banda i banda del presbiteri hi havia dos altars, el de la Misericòrdia i el de Santa Llúcia al costat de l'epístola i el de la Puríssima i el del Roser al costat de l'evangeli. Al mig de la nau hi havia quatre columnes. També hi havia un cor. [2]
Explicava l'Avi Josep Capellades, de Cal Melitón, al poble de Lavern, que l'antiga església estava molt malmesa i que la gent de llavors temien que els caigués a sobre. Durant tres anys van fer missa a la rectoria. Conta en Josep que, quan la van començar a enderrocar i contra tot pronòstic, no hi havia manera de fer-la caure i que va costar molt. També ens explicava que, per fer l'absis, com que els paletes locals no en sabien fer, van haver de llogar paletes francesos per fer-lo.
La primera pedra del nou temple es posà el 15 de maig de 1915 i es beneí el nou temple just un any després, el 15 de maig de 1916. Foren els padrins i mecenes del temple el Comte de Lavern, Pere Guerau Maristany i Oliver i la seva dona, Josepa Valls d'Olivella. Molts veïns de Lavern també hi van col·laborar amb almoines i donatius.[2]
Els primers anys d'aquesta església encara es conservaven peces d'art de l'antiga església romànica: Un altar major barroc amb un sagrari esplèndid, un tabernacle barroc de vuit columnes parellades, l'altar del roser renaixentista, amb plafons policromats i amb imatge, dos candelers barrocs, una bacina de plata esgrafiada de la Verge del Roser, amb peu hexagonal, nimbe coral i roses de plata, bacines i finalment una casulla vermella amb florejats blancs. [3]
Aquests tresors foren robats o cremats durant la Guerra Civil Espanyola, junt amb part de l'arxiu. L'església fou incendiada i va caure la teulada. La campana també fou estimbada. Algunes dates importants de la restauració foren: 19-03-1941 Estrena de la campana, 30-10-1941 Sant Crist, 30-04-1942 Sant Pere, de la mà de Josep M. Camps i Arnau, el 6-12-1944 es consagrà el nou altar major, el 15-10-1955 s'inaugurà l'altar de la puríssima, el 21-07-1957 l'altar i la imatge del sagrat cor de Jesús i el desembre del 1958 Joan Parés pintà un fresc, al baptisteri, sobre el baptisme de Jesús. L'agost de 1984 un llamp va fer caure part del campanar i la teulada. Les obres de reconstrucció s'allargaren fins al 29 de juny de 1987. Finalment, el 1994 es feu la darrera intervenció consistent en l'enrajolat de tota la planta, la instal·lació de calefacció per aire, millores en la megafonia i enllumenat i l'habilitació de la pica baptismal. [2]
L'església Parroquial de Sant Pere de Lavern va ser escenari de l'últim ball pla del Penedès l'any 1935 i també fou escenari de l'antic ball de les garlandes, citat per Joan Amades en el seu conegut costumari.